# ReWire
ReWire — программный протокол для обмена данными между цифровыми музыкальными станциями. Совместно разработан компаниями Propellerhead и Steinberg.
Впервые появившись на синтезаторе ReBirth в 1998 году, технология ReWire стала стандартной для большинства звуковых редакторов как для Windows, так и для Mac OS.

## Функциональные возможности
- передача аудио и миди данных между приложениями в реальном времени с синхронизацией с точностью до 1 семпла;
- управление транспортными функциями (воспроизведение, стоп, запись) двух приложений одновременно.

## Описание
ReWire состоит из «Хостов» («Hosts»), «Панелей» («Panels») и «Устройств» («Devices»). Программа, принимающая данные, является ReWire хостом, посылающая — клиентом.
Хост управляет транспортом клиента. Панель — это графический интерфейс для настройки параметров одного устройства. Типичной настройкой было бы использовать Ableton Live в режиме «Хост» и использовать Propellerhead Reason в качестве синтезатора. В этом случае Reason предоставил бы пары устройство / панель Ableton, который затем мог бы отправлять MIDI-команды, синхронизировать время и микшировать выходные данные Reason в свои собственные цепочки эффектов. Многие приложения поддерживают оба режима. Фактически, приложение может (по усмотрению разработчика) выступать одновременно и в качестве хоста, и в качестве панели

## Хосты ReWire
Хост-приложения, которые обычно выполняют последовательность на одном конце и окончательное сведение на другом конце. Устройство представляет собой библиотеку динамических ссылок, которая генерирует только звук; у неё нет пользовательского интерфейса.
- Ableton Live
- Adobe Audition
- Audiffex inTone
- Logic Pro
- Arturia Storm
- FL Studio
- Cakewalk Sonar/Cakewalk by BandLab[3]
- REAPER
- Companion E&D Intuem RW
- Cycling '74 Max/MSP
- Digidesign Pro Tools
- Fairlight Xynergi
- GarageBand
- Granted Software ReVision
- Line 6 GuitarPort
- Line 6 RiffTracker
- Mackie Tracktion
- MOTU Digital Performer
- Mixcraft
- Opcode Vision DSP
- Opcode Studio Vision
- Plogue Bidule
- Pro Tools на OS9 с reFuse
- Renoise
- Samplitude
- Sonoma Wire Works RiffWorks
- Acid (программа)
- Steinberg Cubase
- Steinberg Nuendo
- Synapse Audio Orion Platinum
- Studio One

## Устройства (Клиенты) ReWire
- Ableton Live
- ArKaos VJ
- Arturia Storm
- Audionaut Obsession
- Bitheadz Retro AS-1
- Bitheadz Unity DS-1
- REAPER
- Digital Salade Toki Shot
- FL Studio
- Cakewalk Project 5
- MadTracker
- Cycling '74 Max/MSP
- Plogue Bidule
- Propellerhead Reason
- Propellerhead ReBirth
- Renoise
- Sony ACID Pro
- Speedsoft VSampler
- Tascam GigaStudio
- Toontrack dfh SUPERIOR
- Sibelius
- Synapse Audio Orion Platinum